# لويس جون كاسترو
لويس جون كاسترو (بالإنجليزية: Luis John Castro)‏ هو سياسي أمريكي، ولد في 27 أكتوبر 1982. نشط حزبياً في Republican Party (Northern Mariana Islands) ‏.